# Урош Слокар
Урош Слокар (Љубљана, СФРЈ 14. мај 1983) је словеначки кошаркаш. Игра на позицији крилног центра.

## Каријера
У играчкој каријери је наступао за следеће клубове: Слован, Бенетон Тревизо, Снајдеро Удине, Торонто репторси, Тријумф Љуберци, Фортитудо Болоња, Унион Олимпија, Монтепаски Сијена, Манреса, Виртус Рома, Гран Канарија, Алба Берлин, Естудијантес, Севиља, Јувеказерта, Канту.
Био је и члан репрезентације Словеније. Са њима је наступао на три Светска првенства – 2006, 2010. и 2014. године. Такође је играо и на шест узастопних Европских првенстава – 2005, 2007, 2009, 2011, 2013 и 2015. године.

## Успеси

### Клупски
- Тревизо:
  - Првенство Италије (1): 2005/06.
  - Куп Италије (1): 2004.
- Унион Олимпија:
  - Суперкуп Словеније (1): 2009.